# قطعنامه ۱۹۰۲ شورای امنیت
قطعنامه ۱۹۰۲ شورای امنیت سازمان ملل متحد که در تاریخ ۱۷ دسامبر ۲۰۰۹ تصویب شد، سندی بین‌المللی دربارهٔ بررسی وضعیت در بوروندی است. این قطعنامه طی نشست ۶۲۴۵ام با ۱۵ رای موافق، ۰ مخالف و ۰ ممتنع تصویب شد.